# Seutes IV
Seuthes IV (grec antic: ΣεύθηςΣεύθης :) fou un rei del Regne odrisi de Tràcia circa 215 aC -ca. 190 aC, succeint al seu pare, Rascuporis, va ser enderrocat pels romans l'any 190 aC